# Melbourne Cricket Ground
Melbourne Cricket Ground je víceúčelový stadion v Melbourne v Austrálii, sloužící zejména pro australský fotbal a kriket. Pojme 100 024 diváků a je tak 10. největším stadionem na světě. Otevřen byl v roce 1853, v dalších desetiletích prodělal mnoho přestaveb. Posloužil jako hlavní dějiště Letních olympijských her 1956. Je domovským stánkem několika klubů australského fotbalu a kriketu, své zápasy zde hraje i australská kriketová reprezentace. Využíván je i k dalším sportům, jako je ragby nebo fotbal, a ke kulturním účelům. Vystupovali zde David Cassidy, David Bowie, Paul McCartney, U2, Madonna, The Rolling Stones, Michael Jackson, Plácido Domingo, José Carreras, Luciano Pavarotti, Elton John a Billy Joel.